# Алпинеум
Алпинеумът e озеленен декоративен кът в градина или парк. Алпинеумът е част от ландшафтният дизайн в парковото изкуство и озеленяването на обществените паркове и частни градини.
В него естетично се съчетават аранжирани камъни и скални късове с цветя и вечнозелени растения, които са типични за алпийския релеф. Често алпинеумите са оформени с изкуствени поточета, езерца и фонтанчета.